# Kẻ săn tin đen
Kẻ săn tin đen (tiếng Anh: Nightcrawler) là một bộ phim giật gân của Mỹ năm 2014 do Dan Gilroy đạo diễn kiêm viết kịch bản. Phim có sự tham gia của Jake Gyllenhaal vào vai Louis Bloom, một nhà báo chuyên ghi lại những vụ án bạo lực lúc đêm muộn ở Los Angeles rồi bán đoạn phim cho các đài truyền hình địa phương. Chủ đề chính của phim là mối quan hệ cộng sinh giữa nghề báo phi đạo đức và nhu cầu tiêu thụ.